# Sony Xperia XA1
Sony Xperia XA1是索尼行動通訊於2017年2月27日發布的中階手機，較罕見地採用了與旗艦級的Sony Xperia XZ相同的攝像頭。
Xperia XA1配備了5吋TFT螢幕、聯發科曦力P20處理器、3GB記憶體與32GB的內部存儲空間。攝像頭達旗艦等級的2300萬畫素，但部分功能有所減少。

## 顏色
| 顏色 | 名稱   | 英語  |
| ---- | ------ | ----- |
|      | 白色   | White |
|      | 黑色   | Black |
|      | 金色   | Gold  |
|      | 粉紅色 | Pink  |